# Affaire du Carlton de Lille
Pour les articles homonymes, voir Carlton.
Ne doit pas être confondu avec l'affaire Dominique Strauss-Kahn.

Dominique Strauss-Kahn, ancien directeur général du FMI.

L’affaire du Carlton de Lille est une affaire tournant autour des activités de René Kojfer, chargé des relations publiques des hôtels Carlton et les Tours, ainsi qu'organisateur de « parties fines » pendant lesquelles plusieurs notables de la région à Lille, Paris et Washington ont profité des services de prostituées.
Les faits ont été révélés en 2011 et médiatisés du fait de la présence dans ces soirées de Dominique Strauss-Kahn, qui était alors directeur du Fonds monétaire international (FMI) et impliqué dans une affaire d'agression sexuelle. L’instruction a renvoyé quatorze prévenus devant le tribunal correctionnel, dont René Kojfer et Dominique Strauss-Kahn, pour proxénétisme aggravé. Après les différents jugements, seul René Kojfer a été condamné au pénal.

## Faits en question
René Kojfer organisait des soirées réunissant des notables et prostituées. Il est aidé par son ami Dominique Alderweireld dit « Dodo la Saumure » qui lui fournit les prostituées.
Les participants à ces soirées sont Dominique Strauss-Kahn, alors directeur général du FMI, David Roquet, directeur d'une filiale du groupe de BTP Eiffage, Fabrice Paszkowski, responsable de la société de matériel médical Medicalis dans le Pas-de-Calais et Jean-Christophe Lagarde, Commissaire Divisionnaire de Police chargé de la sûreté de Lille.
Dans plusieurs milliers de SMS échangés entre l'industriel Fabrice Paszkowski et Dominique Strauss-Kahn, ce dernier se serait enquis de la sélection des femmes devant participer à des soirées, parlant de « filles », « copines », « petites » et même « matériel » pour les désigner. Ces rendez-vous se sont tenus à Washington DC, ou en marge de ses déplacements officiels de directeur général du FMI, à Paris ou encore Bruxelles. Dominique Strauss-Kahn parle de « déjeuners ou dîners qui parfois avaient des sujets plus intimes », de « soirées de couples [...] qui souhaitaient avoir une activité sexuelle collective ». De nombreuses prostituées y ont participé. Des prostituées font, en outre, état de relations sexuelles violentes avec l'ancien directeur général du FMI. Un deux-pièces en duplex avec vue sur la tour Eiffel situé au 2, avenue d’Iéna, a été loué par un prête-nom, Alex-Serge Vieux et utilisé à plusieurs reprises par Dominique Strauss-Kahn entre 2008 et 2011 pour accueillir des parties fines avec ses amis lillois.
À la suite de l'arrestation de celui-ci à New York le 14 mai 2011 et de sa mise en cause dans une affaire d'agression sexuelle présumée à l'hôtel Sofitel, ces soirées se sont arrêtées.

## Procédure judiciaire

### Enquêtes

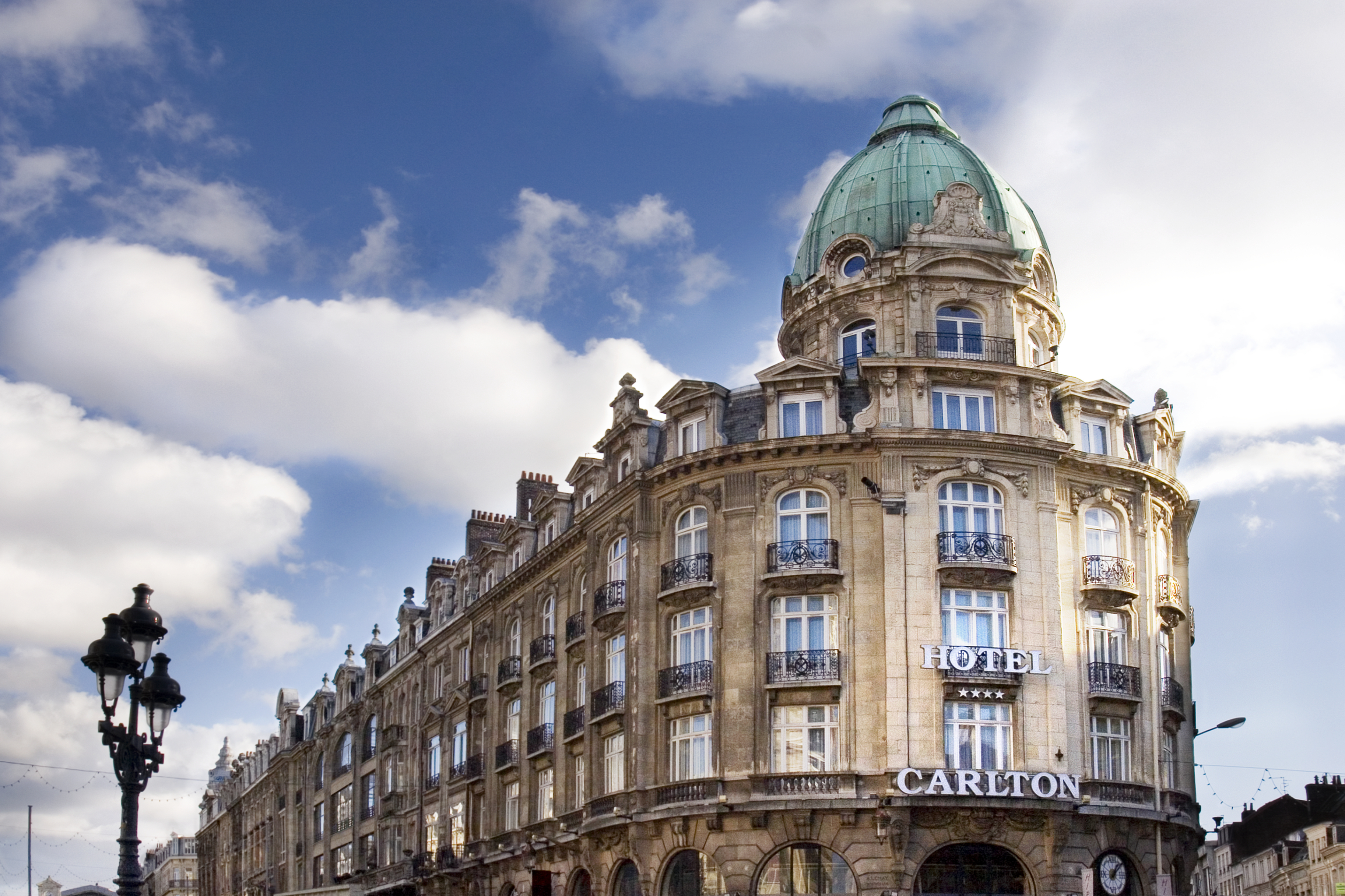
L'hôtel Carlton de Lille.

Le 26 mars 2011, le parquet ouvre une information judiciaire, confiée aux juges Stéphanie Ausbart, Mathieu Vignau et Ida Chafaï, et faisant suite à une dénonciation anonyme.
René Kojfer, chargé des relations publiques de l'hôtel Carlton de Lille, est soupçonné d'avoir mis en relation des prostituées et des clients et est mis en examen pour proxénétisme.
Un avocat du barreau de Lille est mis en examen pour proxénétisme le 13 octobre 2011, après que son nom soit apparu lors d'auditions d'escort girls,.
Jean-Christophe Lagarde, commissaire divisionnaire de police dirigeant la sûreté de Lille, est mis en examen pour « proxénétisme aggravé en bande organisée » et « recel d'abus de biens sociaux »,.
À l'issue d'une audition de huit heures, Dominique Strauss-Kahn est mis en examen le 26 mars 2012 pour « proxénétisme aggravé en bande organisée » et laissé en liberté sous caution. Les magistrats ont notamment retenu contre lui la mise à disposition de l'appartement parisien montrant, selon l'accusation, qu'il a favorisé la mise en place d'un « système » visant à « satisfaire ses besoins sexuels ».
Le parquet de Lille élargit l'enquête le 21 mai 2012, en décidant l'ouverture d'une enquête préliminaire sur des faits « susceptibles d'être qualifiés de viol en réunion ». Cette procédure est classée sans suite en octobre suivant.
Le 19 décembre 2012, la cour d'appel de Douai valide entièrement la procédure et juge bien-fondée la mise en examen de Dominique Strauss-Kahn. La cour estime que des indices graves ou concordants rendent « vraisemblable la participation effective et déterminante » de celui-ci dans des « actes de proxénétisme ». D'après l'arrêt rendu par la cour, des éléments permettent ainsi d'affirmer que Strauss-Kahn savait que les femmes présentes lors des rencontres étaient des prostituées rémunérées et non des libertines ; de plus, les magistrats estiment que l'homme politique n'a pas été un simple bénéficiaire de ces relations sexuelles, mais qu'il a « initié et largement favorisé en toute connaissance de cause la mise en place d'un système fondé sur la complaisance de son entourage immédiat dans le but de satisfaire ses besoins sexuels ».
Selon La Voix du Nord, Jean-Luc Vergin, ancien directeur régional Nord du groupe Eiffage, a été mis en examen à son tour en février 2013 pour proxénétisme aggravé.
Le 11 juin 2013, lors de la fin de l’instruction, le procureur de la République, Frédéric Fèvre, requiert le non-lieu en faveur de Dominique Strauss-Kahn et Jean-Luc Vergin ; et le renvoie devant le tribunal correctionnel des douze personnes mises en examen dans cette affaire, dont David Roquet qui faisait passer les parties fines en notes de frais dans la colonne « représentation », Fabrice Paszkowski, et Dominique Alderweireld.
Les magistrats Stéphanie Ausbart et Mathieu Vignau instruisant ce dossier ne suivent pas ce réquisitoire et, le 26 juillet 2013, ils renvoient Dominique Strauss-Kahn en correctionnel pour « proxénétisme aggravé en réunion », l'ordonnance de renvoi étant confirmée par la cour d'appel de Douai le 18 décembre 2013,.

### Jugements
Du 2 février 2015 au 20 février 2015, Dominique Strauss-Kahn et douze autres personnes sont jugés au tribunal correctionnel de Lille pour proxénétisme aggravé en réunion et une pour complicité d'escroquerie et d'abus de confiance.
Lors des auditions de Dominique Strauss-Kahn, les conclusions de l’instruction pour proxénétisme aggravé sont déconstruites, l’appartement parisien est par exemple justifié par des raisons de discrétion (Strauss-Kahn est marié à cette époque), les débats n’en faisant pas un moyen destiné à faciliter la prostitution. Dominique Strauss-Kahn convient qu'il a sans doute « une sexualité rude, plus rude que la moyenne des hommes » mais réfute les termes d’« abattage », de « boucherie », et continue d'affirmer qu'il ignorait que les femmes qu'on lui faisait rencontrer étaient des prostituées. Le lundi 16 février 2015, lors de leurs plaidoiries, les avocats de deux parties civiles sur trois abandonnent leurs poursuites contre DSK. Le lendemain, le procureur de la République requiert deux ans de prison dont un ferme et 10 000 € d’amende à l'encontre de Dominique Alderweireld, 15 mois de prison avec sursis et 2500 € d’amende à l’encontre de René Kojfer et la relaxe pour Dominique Strauss-Kahn,.
Le 12 juin 2015, le tribunal correctionnel de Lille, dans un jugement critique à l’égard de l’instruction de ce dossier, relaxe Dominique Strauss-Kahn, Dominique Alderweireld dit « Dodo la Saumure », Emmanuel Riglaire, Jean-Christophe Lagarde, Hervé Franchois et Francis Henrion. Seul René Kojfer est condamné  à un an de prison avec sursis pour proxénétisme, le tribunal écartant la circonstance aggravante. Fabrice Paszkowski et David Roquet sont condamnés à six mois de prison avec sursis pour le volet financier de l'affaire. René Kojfer ne faisant pas appel du jugement, sa condamnation est définitive.
La partie civile Mouvement du nid fait appel de la décision, estimant « que le comportement des prévenus a causé un préjudice aux personnes prostituées et donc aux associations qui les aident ». Le 16 juin 2016, Dominique Strauss-Kahn et sept autres personnes sont condamnés au civil, chacun à 10 000 € pour préjudice moral et 3 000 € pour préjudice matériel. Le 28 février 2018, la Cour de cassation annule ces condamnations au civil.

## Franc-maçonnerie
Les réseaux maçonniques, et plus particulièrement le Grand Orient de France, apparaissent en toile de fond de l'affaire.
Dans une ordonnance datée de la fin 2011, les trois juges d'instruction de l'affaire affirment y voir l'œuvre de « réseaux francs-maçons, libertins et politiques ». Selon François Koch, si rien ne prouve l'implication des obédiences en tant qu'organisations, leurs membres y sont surreprésentés : six des huit mis en examen pour « proxénétisme aggravé en bande organisée » sont francs-maçons. Selon Stéphane Durand-Souffland du Figaro, la franc-maçonnerie est, en effet, omniprésente dans l'affaire.